# اووه هاین
اووه هاین (انگلیسی: Uwe Hain؛ زادهٔ ۱۸ اکتبر ۱۹۵۵) بازیکن فوتبال اهل آلمان است.
از باشگاه‌هایی که در آن بازی کرده‌است می‌توان به باشگاه فوتبال سن پائولی، باشگاه فوتبال آینتراخت برانشوایگ، باشگاه فوتبال هامبورگ، و باشگاه فوتبال وولفسبورگ اشاره کرد.